# Комунар
Комунар (рус. Коммунар) град је на северозападу европског дела Руске Федерације. Налази се у западном делу Лењинградске области, и административно припада Гатчињском рејону.
Према проценама националне статистичке службе за 2015. у граду је живело 21.575 становника. Административни статус града има од 1993. године. Градска територија обухвата подручје површине 12,7 km².
Комунар је значајан индустријски центар и важно средиште у индустрији целулозе и папира.

## Географија
Град Комунар налази се у североисточном делу Гатчињског рејона, на подручју Дудерхофских брда Ижорског побрђа. Лежи на обе обале реке Ижоре. Смештен је на око 25 km североисточно од рејонског центра, града Гатчине, односно на око 35 km јужније од историјског центра града Санкт Петербурга.
Због близине Санкт Петербурга, Комунар је важно сабраћајно чвориште, а до града води и линија санктпетербуршког метроа.

## Историја
ПОчетком 1840-их је основано насеље по имену Графска Славјанка (рус. Графская Славянка) као средиште подручја које је било у власништви грофице Јулије Самојлове, која је на том подручју поседовала огромне имање са дворцем. Грофица Самојлова наследила је имање по наследној линији, а њена породица са мајчине стране била је у сродству са императорком Катарином Великом (која им је и доделила имање). Након што је грофица напустила земљу 1846. године, имање је прешло под управу царске породице и преименовано је прво у Павловску, а потом и у Царску Славјанку (рус. Царская Славянка). Сам локалитет, односно имање, помиње се и нешто раније, на Топографској мапи санктпетербуршке ближе околине из 1817, а у оквиру имања налазила се и слобода Графска Славјанка са 133 домаћинства.
Графска Славјанка као насељено место први пут се помиње 1843. године. Према подацима са првог сверуског пописа становништва из 1897. године, у слободи Царска Славјанка живело је укупно 2.397 становника. Након што је у ансељу у другој половини XIX века отворена фабрика за производњу папира у којој је радила већина локалне популације, насеље је често називано и Варошицом уз фабрику Роџерса и Пејфера (рус. посёлок при фабрике Роджерса и Пейффера). Након Октобарске револуције и промене власти у Русији, насеље добија назив Црвена Славјанка, а потом и 1933. године садашњи Комунар (у част учесника Париске комуне).
Одлуком Президијума врховног совјета РСФСР од 8. октобра 1953. године, насељено место уз фабрику Коммунар преименовано је у радничку варошицу Комунар. Званичан административни статус града има од 28. јуна 1993. године.

## Демографија
Према подацима са пописа становништва 2010. у граду је живело 20.211 становник, док је према проценама националне статистичке службе за 2015. град имао 21.575 становника.
| 1939. | 1959. | 1970. | 1979. | 1989.  | 2002.  | 2010.  | 2015.  |
| ----- | ----- | ----- | ----- | ------ | ------ | ------ | ------ |
| ---   | 5.298 | 6.854 | 8.507 | 17.791 | 17.164 | 20.211 | 21.575 |